# کراوتاوزن
کراوتاوزن (به آلمانی: Krauthausen) یک شهر در آلمان است که در وارتبورگکرایس واقع شده‌است. کراوتاوزن ۱٬۶۹۱ نفر جمعیت دارد.